# كأس ملك إسبانيا 1982–83
كأس ملك إسبانيا 1982–83 (بالإسبانية: Copa del Rey de fútbol 1982-83)‏ هو الموسم 79 من كأس ملك إسبانيا. أشرف على تنظيمه الاتحاد الملكي الإسباني لكرة القدم، وكان عدد الأندية المشاركة فيه 135، وفاز فيه نادي برشلونة.